# Ізабел (Південна Дакота)
Ізабел (англ. Isabel) — місто (англ. town) в США, в окрузі Дьюї штату Південна Дакота. Населення — 145 осіб (2020).

## Географія
Ізабел розташований за координатами 45°23′38″ пн. ш. 101°25′57″ зх. д. / 45.39389° пн. ш. 101.43250° зх. д. (45.393836, -101.432474).  За даними Бюро перепису населення США в 2010 році місто мало площу 2,34 км², уся площа — суходіл.

## Демографія
Згідно з переписом 2010 року, у місті мешкало 135 осіб у 55 домогосподарствах у складі 38 родин. Густота населення становила 58 осіб/км².  Було 69 помешкань (29/км²).
Расовий склад населення:
| - 75,6 % — білих - 23,0 % — корінних американців |

До двох чи більше рас належало 1,5 %. Частка іспаномовних становила 0,0 % від усіх жителів.
За віковим діапазоном населення розподілялося таким чином: 20,7 % — особи молодші 18 років, 51,2 % — особи у віці 18—64 років, 28,1 % — особи у віці 65 років та старші. Медіана віку мешканця становила 46,5 року. На 100 осіб жіночої статі у місті припадало 80,0 чоловіків;  на 100 жінок у віці від 18 років та старших — 84,5 чоловіків також старших 18 років.
Середній дохід на одне домашнє господарство  становив 37 372 долари США (медіана — 30 313), а середній дохід на одну сім'ю — 40 347 доларів (медіана — 31 250). За межею бідності перебувало 18,2 % осіб, у тому числі 11,9 % дітей у віці до 18 років та 11,8 % осіб у віці 65 років та старших.
Цивільне працевлаштоване населення становило 50 осіб. Основні галузі зайнятості: освіта, охорона здоров'я та соціальна допомога — 40,0 %, роздрібна торгівля — 16,0 %, транспорт — 10,0 %, фінанси, страхування та нерухомість — 8,0 %.